# Mujeres en Tuvalu

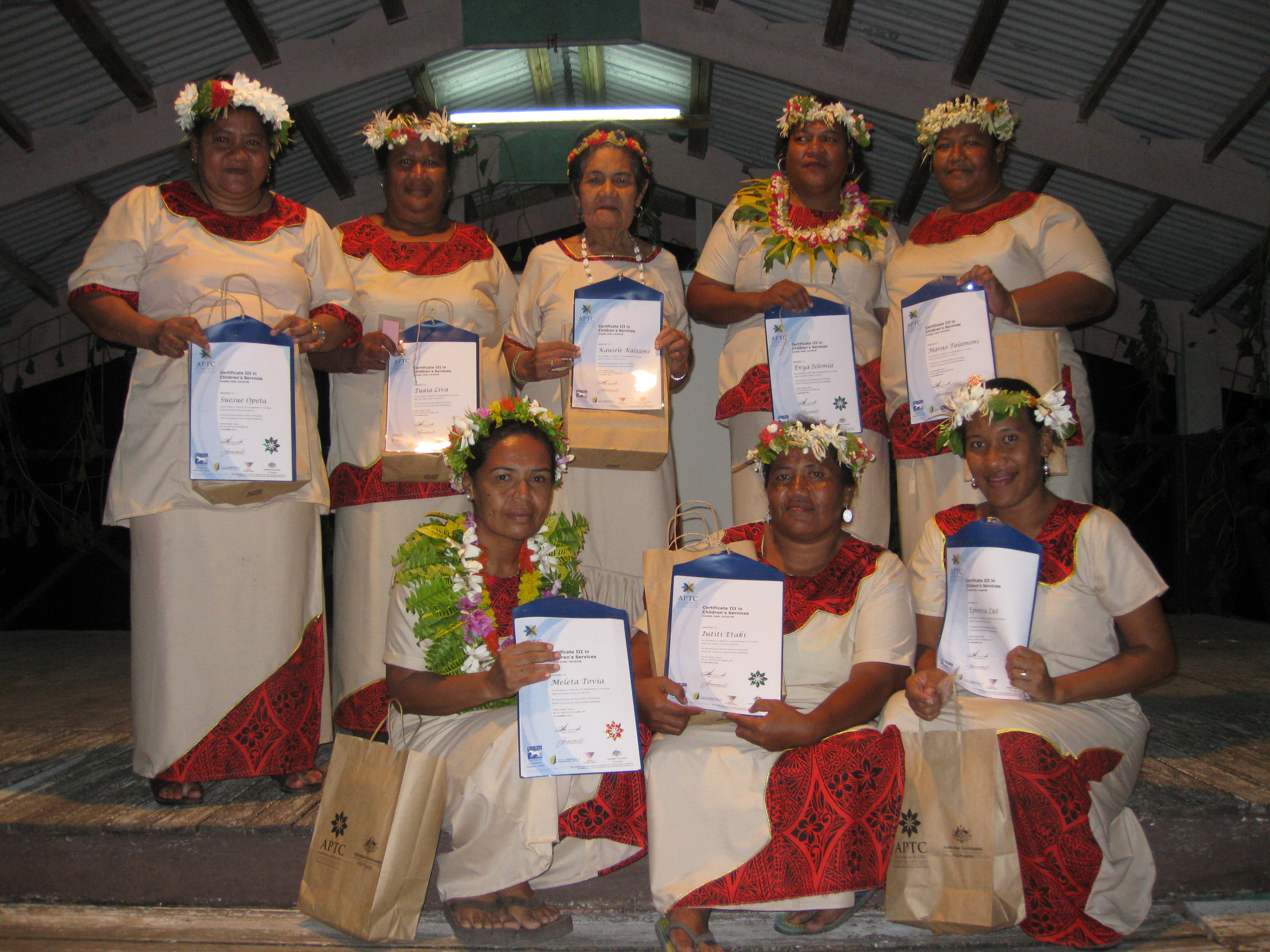
Australia - Pacific Technical College (APTC) graduación, Tuvalu, 2011.

Las mujeres en Tuvalu continúan manteniendo una cultura polinesia dentro de una sociedad predominantemente cristiana. La identidad cultural de Tuvalu se mantiene a través de la conexión de un individuo con su isla de origen. En el sistema comunitario tradicional de Tuvalu, cada familia tiene su propia tarea, o salanga, para actuar para la comunidad. Las habilidades de una familia se transmiten de padres a hijos. Las mujeres de Tuvalu participan en la música tradicional de Tuvalu y en la creación del arte de Tuvalu, incluido el uso del cauris y otras conchas en la artesanía tradicional. Existen oportunidades de educación superior y empleo remunerado con organizaciones no gubernamentales (ONG) y empresas gubernamentales que junto con las agencias de educación y salud son las oportunidades principales para las mujeres de Tuvalu.
El número de mujeres que ocupan cargos de subsecretarios en los departamentos gubernamentales ha aumentado del 20% en 2012 a casi el 50% en 2014. También en las nueve Isla Kaupule (Consejos Locales), la representación de mujeres ha aumentado de 1 en 2012 a 3 en 2014.

## Educación
Las mujeres de Tuvalu tienen acceso a la educación secundaria en Motufoua Secondary School en Vaitupu, y la Escuela Secundaria de Fetuvalu, una escuela diurna operada por Iglesia de Tuvalu, en Funafuti.

## Música

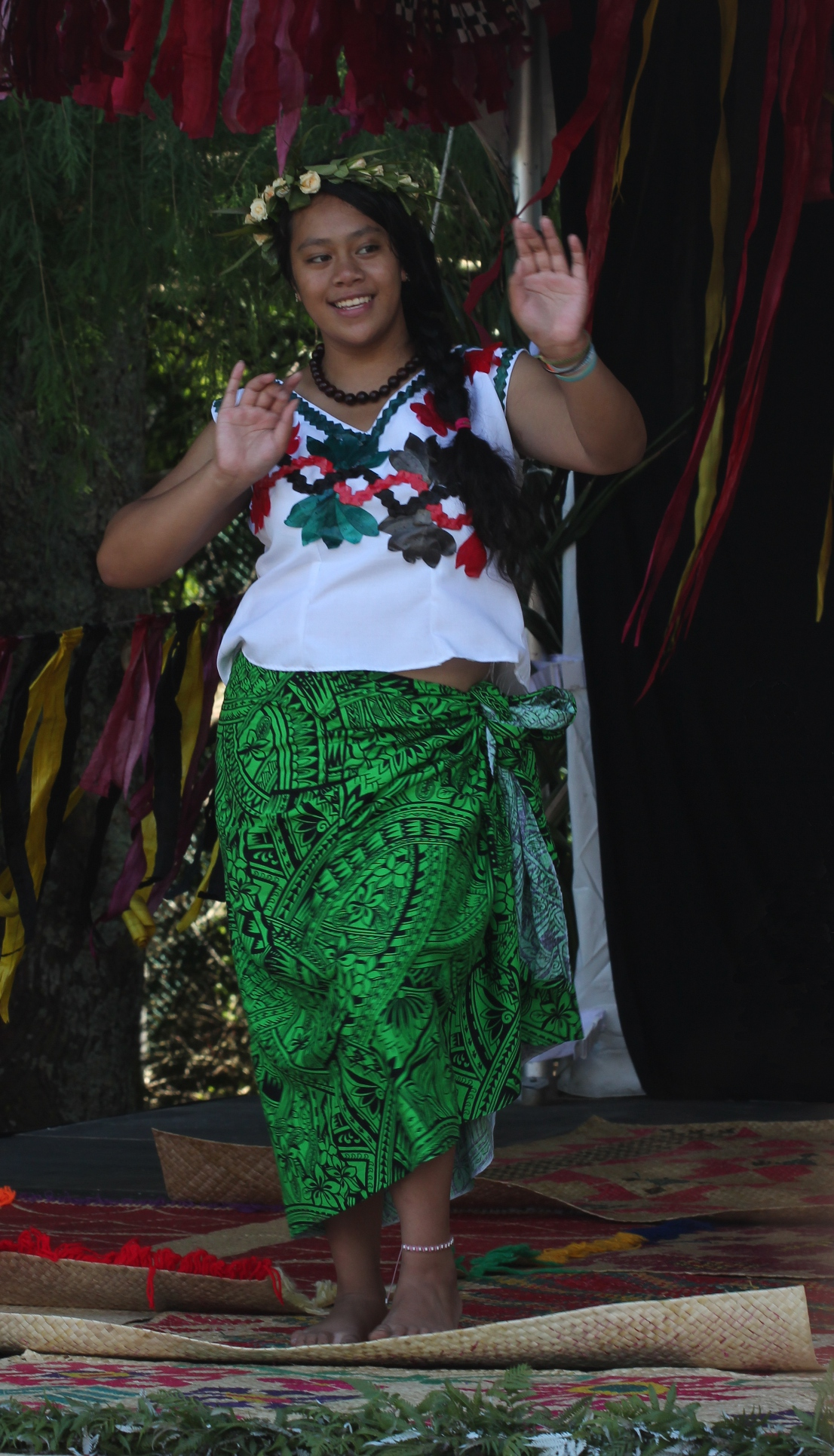
Mujer tuvulana en una tradicional danza de Auckland Pasifika Festival en 2011.

Las mujeres participan en la tradicional música de Tuvalu, que consiste en una serie de bailes, entre ellos el fatele, fakaseasea y el fakanau. El fatele, en su forma moderna, se representa en bodas, eventos comunitarios y para agasajar a líderes y otros individuos prominentes.

## Roles
Las mujeres de Tuvalu están involucradas principalmente en la agricultura tradicional y en las actividades domésticas y comunitarias. Participan en la creación del arte de Tuvalu, incluyendo el uso de cauris y otras conchas en las artesanías tradicionales. Las mujeres de Tuvalu participan en deportes, como en la competencia de la liga de fútbol femenino, la División A de Tuvalu para mujeres, y en competiciones internacionales como representar a Tuvalu en los Juegos del Pacífico de 2015.
Entre 2004 y 2005, el número de mujeres que obtuvieron un crédito del Banco de Desarrollo de Tuvalu aumentó del 16% al 30% en comparación con el número de hombres que obtuvieron crédito, que aumentó del 31% al 41%. Sin embargo, la tasa total de aprobación de préstamos sigue siendo más baja para las mujeres (37%) que para los hombres (63%), y el valor total del préstamo para los hombres representa el 74% del crédito total otorgado.
Las remesas de hombres tuvaluanos empleados en el extranjero como marineros, principalmente en buques de carga, constituyen una importante fuente de ingresos para las familias de Tuvalu. La crisis económica mundial (CGE) que comenzó en 2007 ha tenido un impacto en las actividades mundiales de exportación e importación y en la demanda de transporte marítimo, lo que ha reducido la necesidad de gente de mar de Tuvalu.
En general, los hombres de 50 años de edad, y en algunas islas los hombres de 60 años de edad, son los que más hablan y toman las decisiones en las reuniones de los consejos comunitarios (Falekaupule), que se organizan de acuerdo con la ley y las costumbres de cada isla. Aunque las mujeres tienen el derecho de voto en las reuniones del Falekaupule en 7 de las 9 islas, la mayoría no ejerce su derecho de voto.

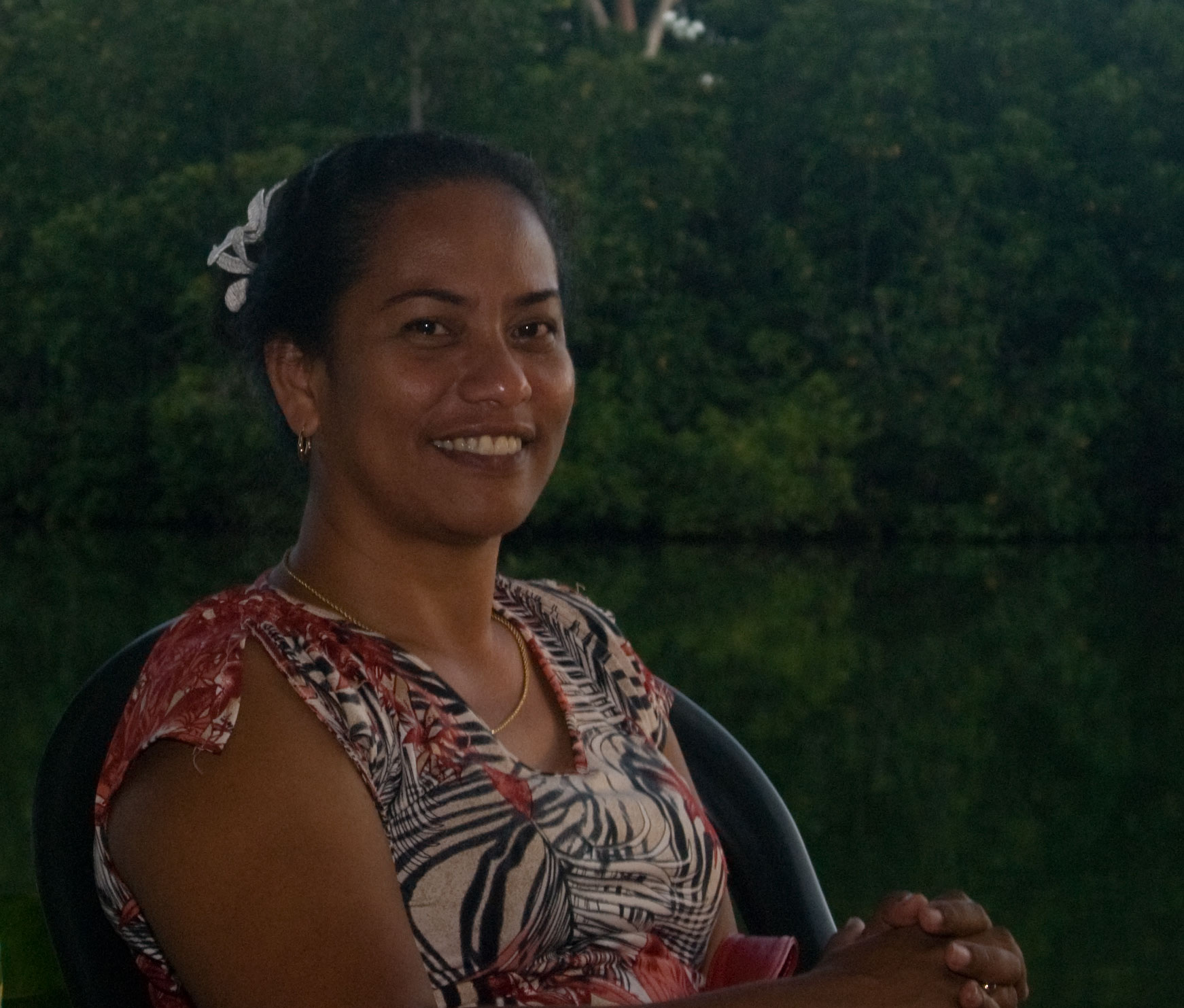
Mujer tuvulana (2008)

En 2014, Milikini Failautusi, una activista tuvaluense, dijo que las cuestiones culturales en Tuvalu están impidiendo que las mujeres trabajen en igualdad de condiciones con los hombres. Por ejemplo, las mujeres no pueden ser nombradas como aliki (jefe). Se cita a Failautusi diciendo: «Cuando se trata de culturas, las mujeres no pueden decir nada en absoluto. No tienen voz ni voto. Únicamente tienen que sentarse al fondo y apoyar a los ancianos o a sus maridos o a los jefes de sus familias ..... Todo lo que tienen que hacer es apoyarlos en términos de buscar dinero, buscar comida y cuidar a los bebés y a las familias».
Participan activamente en organizaciones comunitarias. Mamao Keneseli es una líder de desarrollo comunitario en Nui, donde se involucró en la dirección de un centro de artesanía para mujeres en 1990, enseñando a las mujeres cómo desarrollar sus habilidades y ganarse la vida. De 2010 a 2017 fue directora del Grupo de Mujeres de Matapulapula.

## Esperanza de vida
La esperanza de vida de las mujeres tuvaluanas es de 68,41 años, frente a los 64,01 años de los hombres (estimación de 2015).

## Salud

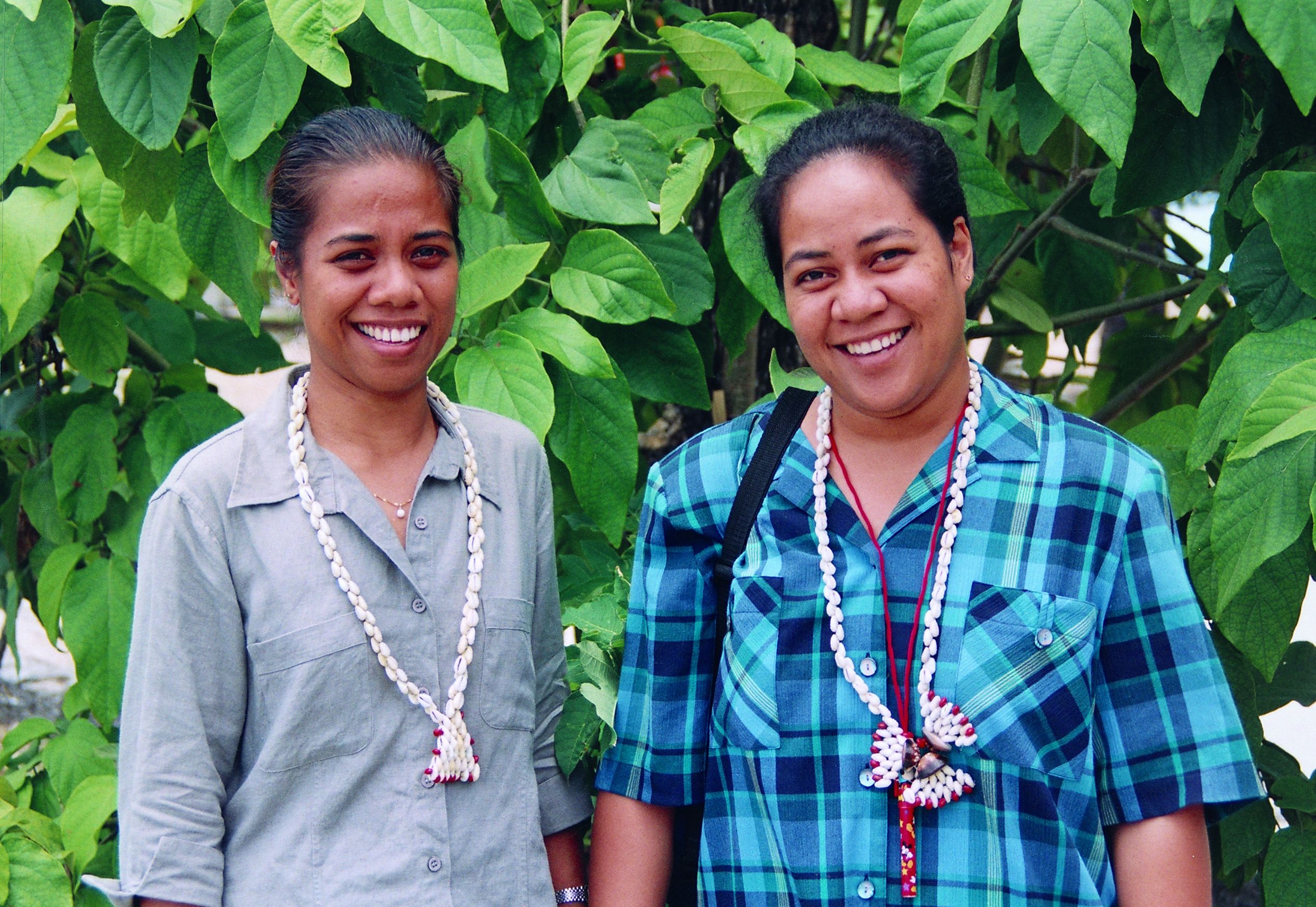
Médicos de Tuvalu (2008) Dra Nese Ituaso-Conway (izquierda) y Dra Miliama Simeona (derecha)

Las mujeres de Tuvalu tienen acceso a los servicios de salud proporcionados por el Departamento de Salud. Hay un hospital, el Hospital Princess Margaret, en Funafuti, que proporciona servicios de referencia y servicios generales de salud para ayudar a las clínicas de salud en cada una de las islas externas de Tuvalu. Debido a que Tuvalu es un grupo de 9 islas, pueden surgir problemas para obtener servicios de emergencia para las mujeres en las islas externas si se presentan complicaciones durante el parto. La mortalidad infantil en Tuvalu fue de 25 muertes por cada 1000 nacidos vivos en 2012, con una tasa de mortalidad de menores de cinco años de 30 muertes por cada 1000 nacidos vivos. Ha habido una disminución constante en la tasa de mortalidad de menores de cinco años desde 1990.
El Hospital Princess Margaret está dirigido por 8 oficiales médicos, 20 enfermeras, 10 personal paramédico y 10 personal de apoyo. Las otras islas tienen un centro médico atendido por dos enfermeras, una enfermera auxiliar y dos trabajadores de atención primaria de salud.
No hay servicios médicos formales privados disponibles en Tuvalu. Las organizaciones no gubernamentales proporcionan servicios de salud, tales como: la Sociedad de la Cruz Roja de Tuvalu; Fusi Alofa -el cuidado y rehabilitación de niños discapacitados-; la Asociación de Salud Familiar de Tuvalu -capacitación y apoyo en salud sexual y reproductiva-; y la Asociación de Diabéticos de Tuvalu -capacitación y apoyo sobre la diabetes-.

## Políticas
A lo largo de la historia del Parlamento de Tuvalu después de la independencia en 1978, tres mujeres fueron elegidas: Naama Maheu Latasi, de 1989 a 1997 y Pelenike Isaia de 2011 a 2015; y la Puakena Boreham, quien fue elegida para representar a Nui en las elecciones generales de 2015.
La baja representación de mujeres en el parlamento de Tuvalu se consideró en un informe encargado por la Secretaría del Foro de las Islas del Pacífico en 2005, y se discutió durante una consulta titulada «Promoción de la mujer en la toma de decisiones», celebrada en Funafuti en mayo de 2010. El resultado fue una recomendación para la introducción de dos nuevos escaños, que se reservarán para las mujeres. El Ministerio de Asuntos Internos de Tuvalu, responsable de los asuntos de la mujer, declaró que se tomarían medidas para considerar la recomendación.

## Legislación
El problema de la violencia contra las mujeres de Tuvalu se destacó durante una semana de eventos en reconocimiento al Día Internacional de la Mujer en marzo de 2013. Los valores culturales tradicionales impiden o desalientan a las mujeres a denunciar las agresiones. Se proponen cambios legislativos para otorgar mayores poderes a la policía de Tuvalu y permitir que los tribunales dicten sentencias más severas por delitos de violencia contra la mujer.

## Convención sobre la eliminación de todas las formas de discriminación contra la mujer

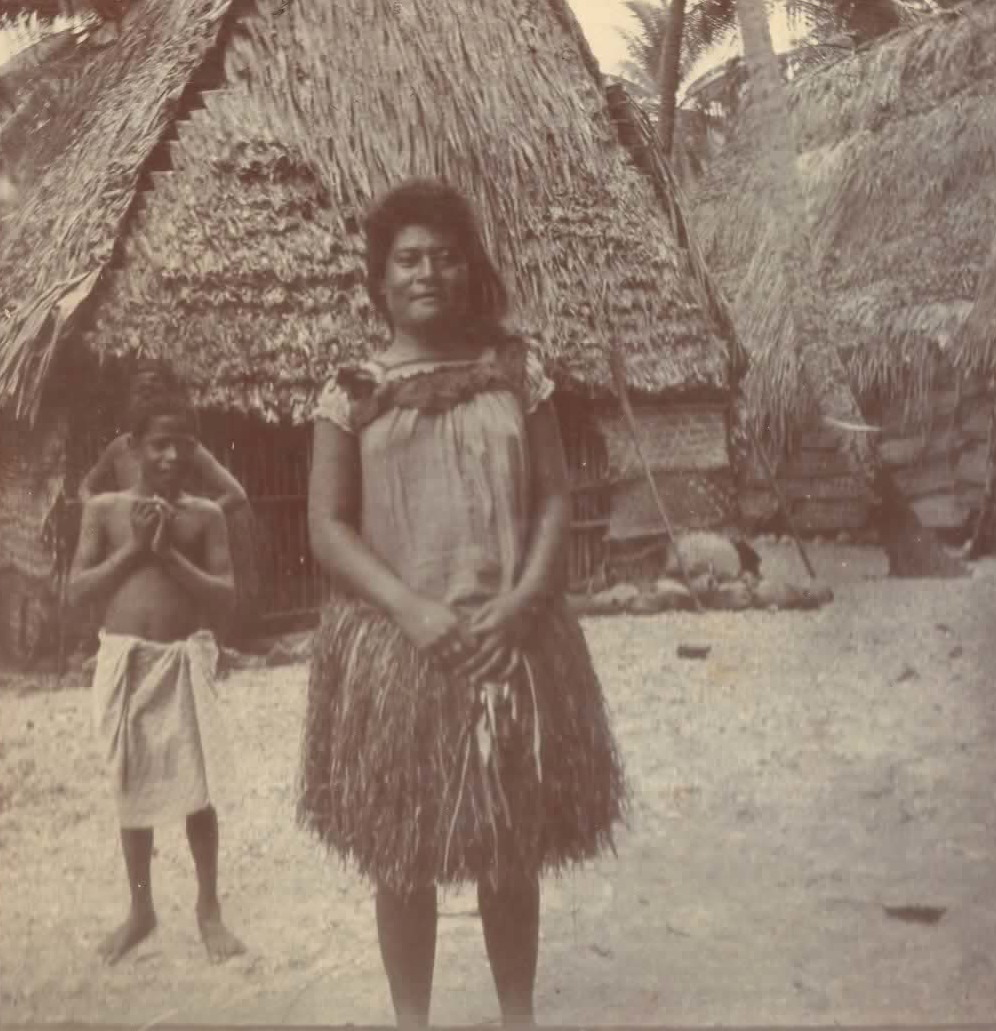
Tamala del atolón de Nukufetau, Islas Ellice (circa 1900-1910).

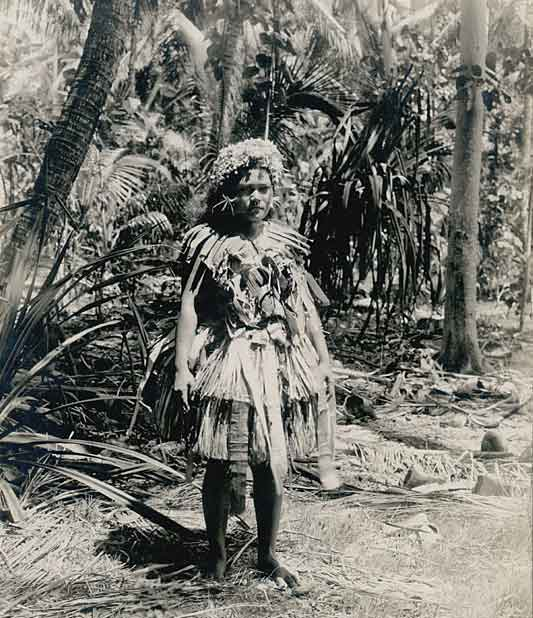
Mujer en Funafuti, Tuvalu, (1900).

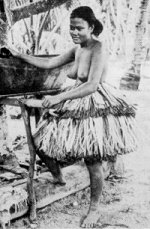
Un retrato de una mujer en Funafuti en 1894.

En julio de 2009, Tuvalu informó sobre el cumplimiento de la Convención de 1979 sobre la eliminación de todas las formas de discriminación contra la mujer (CEDAW) ante el Comité de la CEDAW de la ONU. El informe dijo que «los expertos del comité expresaron preocupación por la sanción de las costumbres locales en la Constitución y el sistema legal de [Tuvalu], señalando, por ejemplo, que a los esposos se les permitía "disciplinar" a sus esposas [así como a sus hijos]». Como recientemente muchas familias de Tuvalu han emigrado a Nueva Zelanda, estas prácticas están en conflicto directo con las leyes y el entorno social de Nueva Zelanda.
En julio de 2013, el Equipo de Recursos de los Derechos Regionales del Pacífico de la Secretaría de la Comunidad del Pacífico publicó las opciones de redacción de la reforma legislativa para ayudar a Tuvalu a realizar cambios en las leyes y políticas relacionadas con la violencia contra las mujeres para garantizar la plena protección de las mujeres de todas las formas de violencia.
Las observaciones del Comité CEDAW de la ONU sobre la revisión de Tuvalu en 2015 señalan la introducción de una nueva legislación sobre violencia doméstica, una mayor participación de las mujeres en las reuniones del consejo local y el fin de algunas prácticas educativas discriminatorias. Sin embargo, el Comité destacó que las mujeres en Tuvalu continúan teniendo niveles bajos de participación política y económica. La violencia contra las mujeres también se describe como una preocupación debido a la «cultura y el silencio y también a la impunidad, y esto también impide que las mujeres denuncien los casos». La Ley de Protección de la Familia y Violencia Doméstica de 2014 brinda mayor protección a las mujeres y las niñas contra la violencia dentro de las relaciones domésticas y también brinda refugio a las víctimas de violencia doméstica.